# Chiesa di San Leonardo (San Giovanni al Natisone)
La chiesa di San Leonardo è la parrocchiale di Medeuzza, frazione di San Giovanni al Natisone, in provincia e arcidiocesi di Udine; fa parte della forania del Friuli Orientale.

## Storia
L'originario luogo di culto a servizio del borgo di Medeuzza fu edificato in epoca bassomedievale, probabilmente tra il XIV e il XV secolo; la cappella, dipendente dalla pieve di Trivignano, fu successivamente posta sotto la giurisdizione della parrocchiale di Chiopris.
Nella seconda metà del XVI secolo il tempio fu interamente ristrutturato, ma, nonostante numerosi tentativi da parte dei medeuzzesi di ottenerne l'autonomia, rimase per altri due secoli alle dipendenze della chiesa chiopresana, per venir poi riassegnato nel 1785 alla pieve di Trivignano e nel 1856 alla parrocchia di Santa Maria Assunta di Manzano.
Nel 1913 fu decisa la costruzione di un nuovo edificio sul luogo del precedente; il progetto fu affidato all'ingegner Alvise Petrucco, che disegnò un tempio neogotico più lungo e più alto di quello originario; i lavori furono avviati nel settembre 1914 e si protrassero fino al 1916. La solenne cerimonia di consacrazione, presieduta dall'arcivescovo di Udine Giuseppe Nogara, si svolse il 7 novembre 1953 e due anni dopo la chiesa venne elevata a sede di parrocchia autonoma.
L'adeguamento liturgico postconciliare fu realizzato negli anni ottanta con l'aggiunta dell'altare rivolto verso l'assemblea e l'asportazione delle balaustre.

## Descrizione

### Esterno
La facciata della chiesa, rivolta a sudovest e scandita da quattro lesene che la suddividono in tre parti, di cui la centrale leggermente più alta, presenta il portale d'ingresso e il rosone e due nicchie ospitanti altrettante statue; sotto la linea degli spioventi corre una fila di dentelli.
Annesso alla parrocchiale è il campanile in pietra a pianta quadrata, la cui cella presenta su ogni lato una bifora ed è coperta dal tetto a quattro falde.

### Interno
L'interno dell'edificio si compone di un'unica navata, sulla quale si affacciano le cappelle laterali, introdotte da ampi archi a tutto sesto, e le cui pareti sono scandite da paraste sorreggenti la trabeazione modanata e aggettante sopra la quale si imposta la volta; al termine dell'aula si sviluppa il presbiterio, introdotto dall'arco santo, rialzato di alcuni gradini e chiuso dall'abside pentagonale.